# Mindie
Mindie est une ancienne application IOS, un réseau social et une plateforme d'hébergement de vidéos musicales créée en 2013.

## Histoire
Après avoir créé une première application, Ever, d’album photo multimédia collaboratif, d'anciens élèves des Beaux-Arts et d'Épitech, Grégoire Henrion, Stanislas Coppin, Clément Raffenoux et Simon Corsin créent en 2013 une application IOS de partage de vidéos musicales, Mindie. L'application permet de choisir un extrait de musique sur iTunes, puis de filmer des clips vidéos au format vertical, et de les monter pour obtenir un résultat de 7 secondes. Un bouton de l'application permet de partager la vidéo sur Snapchat.
La start-up fondée à Paris s'envole pour les États-Unis fin 2013, où elle parvient à réunir début 2014 1,2 million de dollars d'investissements.
L'application inspire un utilisateur, Alex Zhu, qui, avec une équipe chinoise, en crée un clone, Musical.ly,. Bloquée sur Snapchat, elle ferme en décembre 2015,, puis est rachetée en 2016 par la société américaine Shots (en),.